# مجزرة عائلة السموني
مجزرة عائلة السموني في غزة أو مجزرة حي الزيتون هي مجزرة نفذتها القوات الإسرائيلية أثناء الهجوم على غزة (ديسمبر 2008)، تم تنفيذها في يوم 4 يناير 2009، وصفت هذه المجزرة بأنها إعدام جماعي بحق عائلة السموني.

## تفاصيل المجزرة
في يوم السبت 3 يناير 2009 و بعد سيطرة القوات الإسرائيلية على حي الزيتون أمرت القوات 100 عضو من عائلة السموني بالتجمع في بيت واحد الذي يملكه وائل السموني. عند الساعة 6:35 صباحاً من يوم 4 يناير 2009 تم قصف هذا البيت بشكل متكرر. تمكن عدد قليل من الناجين من الوصول إلى الشارع الرئيسي قبل أن يتم توصيلهم إلى المستشفى. بناء على أقوال الناجيين و عضو من الهلال الأحمر الفلسطيني فإن 60-70 عضواً من العائلة استشهدوا في هذه المذبحة.